# يايبا
يايبا (باليابانية: 剣勇伝説) هي سلسلة مانغا شونين من كتابة ورسم گوشو أوياما بدأت في مجلة شوگاكوكان، شونن جمب الأسبوعية في عام 1988.

## القصة
```
 القصة تحكي محارب 
ساموراي
 وبطل سلسلة مانجا «محارب الساموراي كامين يايبا» عاش معظم حياته في الغابة هو ووالده كما أنه يجهل الكثير وقد اتضح في الفصل الأول أنه لم يرى فتاة من قبل.
```

## الشخصيات
- يايبا كوروجاني

أداء صوتي: مينامي تاكاياما
- ساياكا ماين

أداء صوتي: ماناكا إيوامي
- تاكيشي أونيمارو

أداء صوتي: يوشيماسا هوسويا
- كينجورو كوروجاني

أداء صوتي: كاتسويوكي كونيشي
- موساشي مياتومو

أداء صوتي: جونيتشي سوابي
- كايتورا

أداء صوتي: إيشين تشيبا
- شونوسوكي

أداء صوتي: كوسوكي إيتشيويا
- رايزو ماين

أداء صوتي: آتسوشي مياوتشي
- شيزوكا ماين

أداء صوتي: رينا ساتو
- فوجي ماين

أداء صوتي: كيميكو سايتو
- غيروزايمون غيرودا

أداء صوتي: تاكيهارو أونيشي
- السيد سبايدر

أداء صوتي: شوهيه ساكاغوتشي
- السيد خيار البحر

أداء صوتي: كانا إيتشينوسي
- كوجيرو ساساكي

أداء صوتي: جو إينوئي

## الانمي
مسلسل الأنمي من إخراج تاكاهيرو هاسوي، وسيناريو توكو ماتشيدا، وتصميم الشخصيات وإخراج التحريك الرئيسي من قِبل يوشيميتشي كاميدا، والموسيقى من تأليف يوتاكا يامادا ويوشياكي ديوا.

## روابط خارجية
- يايبا على موقع ANN manga (الإنجليزية)